# Engilbert von St. Gallen
Engilbert war während einer kurzen Zeitspanne (840/841) Abt von St. Gallen. Über seine Lebensdaten ist nichts bekannt. Möglicherweise ist er an einem 22. Januar eines unbekannten Jahres verstorben. Ein Eintrag im Nekrologium von St. Gallen ist nicht eindeutig mit diesem Engilbert identifizierbar.

## Amtszeit
Wie sein Vorgänger Bernwig dürfte sich Engilbert für die falsche Fraktion im Erbfolgestreit nach dem Tod Ludwigs des Frommen entschieden haben. Die Seite Lothars ergreifend, als dieser vorrückte, bei Fontenoy aber endgültig von Ludwig dem Deutschen, seinem Bruder, besiegt wurde, wurde Engilbert 841 von Ludwig, der ihn zuvor eingesetzt hatte, wieder abgesetzt.